# Thriller (album)
Thriller là album phòng thu thứ sáu của ca sĩ kiêm nhạc sĩ sáng tác bài hát người Mỹ Michael Jackson, được phát hành vào ngày 29 tháng 11 năm 1982 bởi Epic Records. Nhạc phẩm do Quincy Jones (từng cộng tác với Jackson trong album Off the Wall vào năm 1979) chịu trách nhiệm sản xuất. Jackson muốn sáng tác một album mà "mọi bài hát trong đó đều là kẻ thống trị mọi mặt". Với phản ứng dữ dội đang nhắm vào dòng nhạc disco lúc bấy giờ, anh chuyển sang một hướng nhạc mới, dẫn tới sự kết hợp của các âm thanh pop, post-disco, rock, funk và R&B. Thriller là tiền đề cho các đề tài mâu thuẫn trong đời tư của Jackson, khi anh bắt đầu sử dụng mô-típ các đề tài paranoia và u tối. Paul McCartney xuất hiện trong "The Girl Is Mine", đánh dấu bài hát đầu tiên được ghi công cho một nghệ sĩ hợp tác trong một album của Michael Jackson. Khâu thu âm diễn ra từ tháng 4 tới tháng 11 năm 1982 tại Westlake Recording Studios ở Los Angeles, California, với mức kinh phí 750.000 đô la Mỹ.
Thriller trở thành album quán quân đầu tiên của Jackson trên bảng xếp hạng Billboard Top LPs & Tapes của Mỹ; album sở hữu kỷ lục 37 tuần không liên tiếp nắm ngôi quán quân, từ ngày 26 tháng 2 năm 1983 đến ngày 14 tháng 4 năm 1984. Bảy đĩa đơn đã được phát hành trích từ album: "The Girl Is Mine", "Billie Jean", "Beat It", "Wanna Be Startin' Somethin'", "Human Nature", "PYT (Pretty Young Thing)" và "Thriller". Tất cả đều lọt vào top 10 trên bảng xếp hạng Billboard Hot 100 của Hoa Kỳ, thiết lập kỷ lục nhiều đĩa đơn lọt vào top mười nhất trích từ một album, với "Beat It" và "Billie Jean" giành vị trí quán quân. Sau màn trình diễn "Billie Jean" của Jackson trong chương trình truyền hình đặc biệt Motown 25, nơi anh trình làng điệu nhảy moonwalk đặc trưng của mình, doanh số bán album đã tăng lên đáng kể, tiêu thụ một triệu bản/tuần trên toàn thế giới. Video âm nhạc của "Thriller" được công chiếu lần đầu vào tháng 12 năm 1983 và có tần suất phát thường xuyên trên MTV, qua đó thúc đẩy tăng doanh thu bán đĩa.
Với 32 triệu bản được bán ra trên toàn thế giới tính tới cuối năm 1983, Thriller đã trở thành album bán chạy nhất mọi thời đại. Đây là album bán chạy nhất năm 1983 trên toàn thế giới, và vào năm 1984, nhạc phẩm trở thành album đầu tiên bán chạy nhất tại Hoa Kỳ trong hai năm liên tiếp. Tác phẩm đặt ra các tiêu chuẩn ngành với những ca khúc, video âm nhạc và chiến lược quảng cáo tác động đến các nghệ sĩ, hãng thu âm, nhà sản xuất, nhà tiếp thị và biên đạo múa. Thành công đem lại cho Jackson mức độ ý nghĩa văn hóa vô tiền khoáng hậu dành cho một người Mỹ da đen, phá vỡ rào cản chủng tộc trong âm nhạc đại chúng, giúp anh được lên sóng thường xuyên trên MTV và dẫn đến một cuộc gặp gỡ với Tổng thống Hoa Kỳ Ronald Reagan tại Nhà Trắng. Thriller là một trong những album đầu tiên sử dụng video âm nhạc làm công cụ quảng cáo; các MV cho "Billie Jean", "Beat It" và "Thriller" được ghi nhận đã biến video âm nhạc thành một loại hình nghệ thuật nghiêm túc.
Thriller vẫn là album bán chạy nhất mọi thời đại với doanh số 70 triệu bản trên toàn thế giới. Đây là album không tổng hợp bán chạy nhất và album bán chạy thứ hai nói chung tại Hoa Kỳ, được chứng nhận tới 34 lần bạch kim bởi Hiệp hội Công nghiệp Ghi âm Hoa Kỳ (RIAA) vào năm 2021. Album giành chiến thắng kỷ lục tám giải Grammy tại lễ trao giải năm 1984, tính cả Album của năm, trong khi "Beat It" đoạt giải Thu âm của năm. Jackson còn thắng kỷ lục tám giải thưởng Âm nhạc Mỹ tại lễ trao giải năm 1984. Album thường xuyên có mặt ở danh sách những album hay nhất mọi thời đại. Năm 2008, nhạc phẩm được ghi danh vào Đại sảnh Danh vọng Grammy. Cùng năm đó, Thư viện Quốc hội đưa tác phẩm vào Viện lưu trữ thu âm quốc gia bởi "quan trọng về mặt văn hóa, lịch sử hoặc thẩm mỹ".

## Hoàn cảnh ra đời
Album trước của Jackson là Off the Wall (1979) đã thành công về mặt thương mại và được giới phê bình tán dương, bán ra mười triệu bản tính đến trước khi sản xuất Thriller. Những năm từ Off the Wall đến Thriller là giai đoạn chuyển tiếp đối với Jackson và cũng là khoảng thời gian để Jackson sống tự giác nhiều hơn. Đây cũng là giai đoạn mà anh cảm thấy bất hạnh sâu sắc, Jackson chia sẻ: "Ngay cả khi ở nhà, tôi vẫn cô đơn. Thỉnh thoảng tôi chui vào phòng mình và bật khóc. Thiệt là khó để kết bạn biết bao... Đôi khi tôi đi dạo quanh phố vào ban đêm chỉ để hy vọng tìm được một ai đó mà tâm sự. Nhưng đến cuối cùng thì tôi đành phải về nhà."
Jackson đã thuê John Branca làm người quản lý vào tháng 8 năm 1979, và cũng là lúc anh vừa tròn 21 tuổi. Jackson bảo Branca rằng anh muốn trở thành ngôi sao lớn nhất và giàu có nhất trong làng giải trí. Nam ca sĩ bày tỏ nỗi buồn trước thành tích của Off the Wall mà anh cho là dưới mức kỳ vọng, cảm thấy tác phẩm đáng ra phải giành giải Grammy cho Thu âm của năm. Anh còn nghĩ ngành công nghiệp âm nhạc đang đánh giá thấp tài năng của anh. Sau khi bị Rolling Stone từ chối đăng tin về anh lên trang bìa tạp chí vào năm 1980, Jackson đáp: "Tôi cứ bị nhắc đi nhắc lại rằng người da đen mà trên trang bìa của các tạp chí thì sẽ không bán nổi bản nào ... Cứ đợi đó đi. Một ngày nào đó những tờ tạp chí ấy sẽ phải cầu xin tôi tham gia phỏng vấn. Có thể tôi sẽ nhận lời và cũng có thể là không nhận."
Jackson muốn làm ra album tiếp theo mà "mọi bài hát trong đó đều là kẻ thống trị mọi mặt". Anh tỏ ra bực bội trước những album chỉ có "một bài là hay, còn những bài kia giống như chỉ để nằm trong mặt B... Tại sao từng bài nhạc [trong album] lại không thể thành một bản hit vậy? Tại sao mỗi nhạc phẩm [trong album] lại không được phép sáng tác xuất sắc đến mức người nào người nấy cũng đều muốn mua một khi bạn đem những bản ca đó ra làm đĩa đơn nhỉ?... Đó là mục đích của tôi ở album tiếp theo."

## Sản xuất và sáng tác

### Thu âm

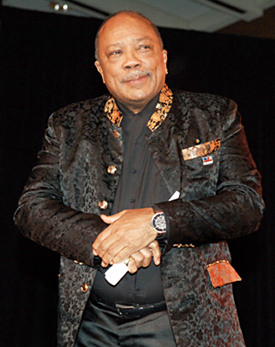
Thriller là album thứ hai của Michael Jackson do Quincy Jones sản xuất.

Jackson tái hợp với Quincy Jones (nhà sản xuất album Off the Wall) để thu âm album thứ sáu, cũng là sản phẩm thứ hai của anh dưới hãng đĩa Epic. Họ cùng thực hiện 300 bài hát, và 9 bài trong số đó được đưa vào album. Thriller được thu âm tại Westlake Recording Studios ở Los Angeles, California với kinh phí sản xuất 750.000 đô la Mỹ (tức khoảng hơn hai triệu đô la Mỹ theo tỷ giá vào năm 2022). Khâu thu âm bắt đầu tiến hành vào 14 tháng 4 năm 1982, diễn ra vào lúc trưa hôm ấy khi Jackson và Paul McCartney thu âm "The Girl Is Mine"; ngày trộn âm cuối của album được hoàn tất vào ngày 8 tháng 11 năm 1982. Một số thành viên của ban nhạc Toto đã tham gia vào khâu sản xuất và thu âm album. Jackson chắp bút sáng tác bốn ca khúc trong nhạc phẩm: "Wanna Be Startin' Somethin'", "The Girl Is Mine", "Beat It" và "Billie Jean". Không như nhiều nghệ sĩ, Jackson không sáng tác những bài hát này trên giấy. Thay vào đó, anh đọc bản nhạc cho máy thu âm ghi lại; khi thu âm anh sẽ hát dựa theo trí nhớ.
Mối quan hệ giữa Jackson và Jones gặp rạn nứt trong quá trình thu âm. Jackson mất phần lớn thời gian tập các bước nhảy một mình. Khi album được hoàn thành, cả Jones lẫn Jackson đều không hài lòng với kết quả và phần trộn âm từng bài hát, nên mỗi bên phải mất một tuần xử lý từng bài.

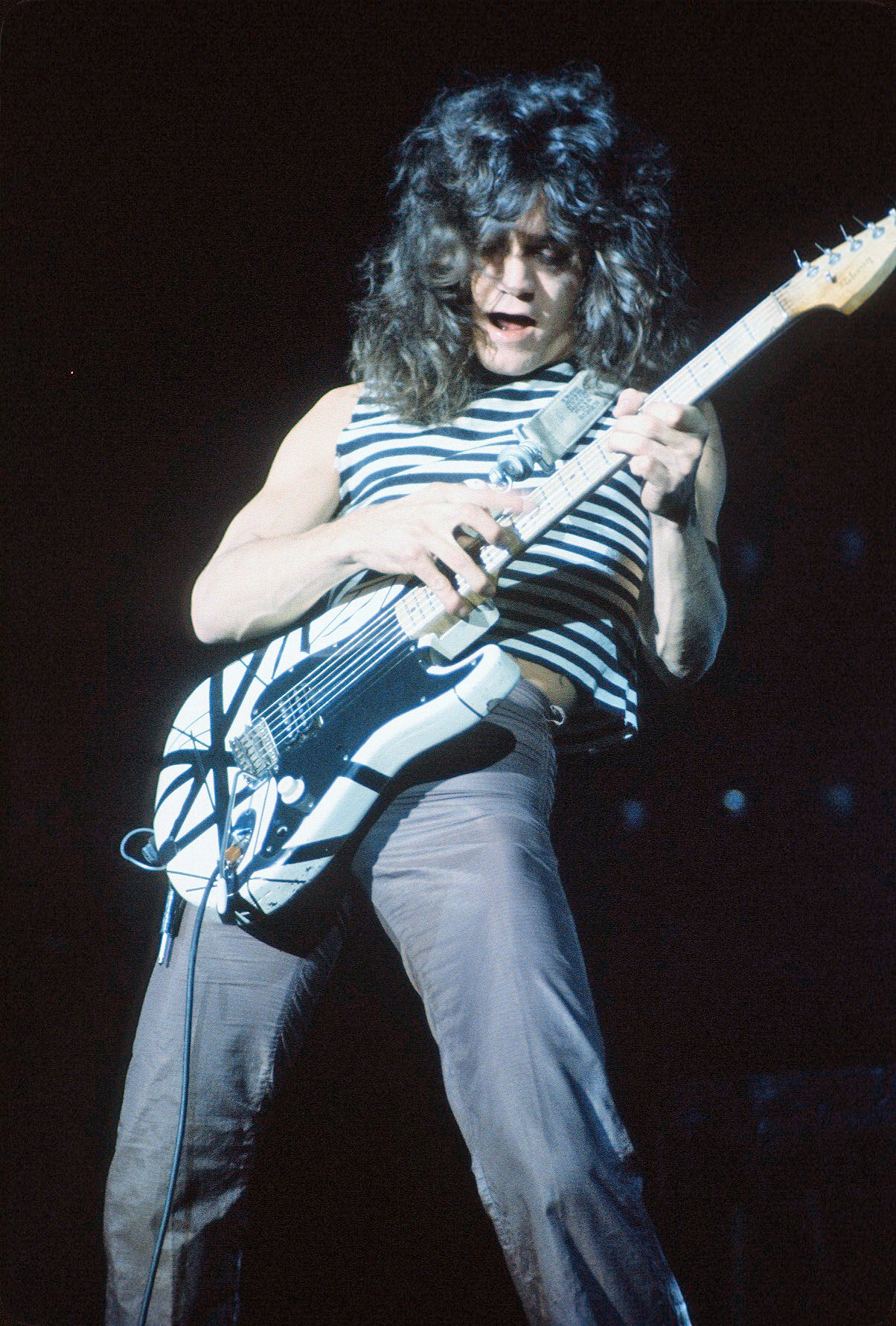
"Beat It" có phần độc tấu guitar của nghệ sĩ Eddie Van Halen.

Đối với Jackson, "Billie Jean" mang tính cá nhân rất lớn vì anh cảm thấy khó chịu trước những người hâm mộ ám ảnh. Đỉnh điểm nhất là một người hâm mộ nữ đã gửi bức thư bảo rằng đứa con của cô gái ấy là con trai anh. Jones ban đầu không muốn đưa "Billie Jean" vào trong album vì cho rằng bài hát không đủ hay, thậm chí còn muốn đổi tên, nhưng Jackson vẫn giữ nguyên dự định là đưa vào. Phản ứng dữ dội nhắm vào nhạc disco lúc bấy giờ buộc Michael và các cộng sự phải chuyển định hướng âm nhạc của album khác với phong cách nặng disco của Off the Wall. Jones và Jackson hạ quyết tâm làm một bài hát rock chinh phục mọi đối tượng thính giả và mất nhiều tuần tìm kiếm nghệ sĩ guitar cho bài "Beat It". Đến cuối cùng, họ tìm được Steve Lukather của Toto phụ trách phần rhythm guitar còn Eddie Van Halen của ban nhạc rock Van Halen thể hiện phần solo.
Khi Rod Temperton sáng tác bài "Thriller", anh muốn đặt tên bài là "Starlight" hoặc "Midnight Man", song đã chọn cái tên "Thriller" vì thấy cái tên này có khả năng bán được đĩa. Jones đã tìm đến diễn viên Vincent Price để nhờ Price làm đọc thoại ở cuối bài hát. Temperton sáng tác phần nói trên chiếc taxi đi tới phòng thu. Bản cover bài "Behind the Mask (ban đầu do ban nhạc người Nhật Bản Yellow Magic Orchestra thể hiện), bị lược bỏ do hai bên không đạt được thỏa thuận về tiền tác quyền.

### Nhạc và lời
Thriller khám phá các dòng nhạc gồm post-disco, funk, pop, synth-pop, R&B và rock. Theo Steve Huey của AllMusic, tác phẩm đã chắt lọc những điểm mạnh của Off the Wall; những bài nhạc dance và rock kích động hơn, còn những bài ballad và pop thì mềm mại và hơi hướng nhạc soul hơn. Album đưa vào các bài ballad "Human Nature", "The Girl Is Mine" và "The Lady in My Life", những bài funk là "Billie Jean" và "Wanna Be Startin' Something'", còn những bài disco là "Baby Be Mine" và "P.Y.T. (Pretty Young Thing)".
"Wanna Be Startin' Somethin'" tiến tới đoạn cao trào bằng một khúc thánh ca lấy cảm hứng gốc Phi (thường bị nhầm là tiếng Swahili, song thực ra là âm tiết dựa trên tiếng Duala), mang lại cho ca khúc màu sắc quốc tế. "The Girl Is Mine" thuật lại cuộc ẩu đả của hai người bạn nhằm tranh giành một cô gái, phân định xem ai yêu cô ấy hơn và kết thúc bằng một đoạn rap. Những bài trong album có nhịp trải dài từ 80 nhịp/phút trong "The Girl is Mine" đến 138 nhịp/phút trong "Beat It".
Thriller là tiền đề cho những đề tài mâu thuẫn trong các tác phẩm sau này của Jackson. Với Thriller, Jackson bắt đầu sử dụng mô típ các đề tài u ám và paranoia hơn, kể cả hình ảnh siêu nhiên ở bài tiêu đề. Điều này được thể hiện rõ trong các bài "Billie Jean", "Wanna Be Startin' Somethin'" và "Thriller". Ở "Billie Jean", Jackson hát về một người hâm mộ ám ảnh cho rằng anh là cha của con cô; trong "Wanna Be Startin' Somethin'" anh phản bác những lời đám tiếu của giới truyền thông. Để thực hiện "Billie Jean", Jones đã bắt Jackson hát overdub qua một ống bìa cứng dài 6 foot (180 cm) và mời nghệ sĩ jazz saxophone Tom Scott trình bày bằng đàn synthesizer điều khiển bằng hơi lyricon. Nghệ sĩ bass Louis Johnson đảm nhiệm phần việc của mình trên cây guitar bass Yamaha. Bài hát mở đầu bằng phần giới thiệu dài xen cả tiếng trống và bass. "Thriller" đưa vào những hiệu ứng âm thanh như tiếng cửa cọt kẹt, tiếng sấm, tiếng bước chân, tiếng gió và tiếng chó hú.
Với thông điệp phản bạo lực băng đảng, "Beat It" trở thành nhạc phẩm tri ân West Side Story và là bài nhạc rock cross-over thành công đầu tiên của Jackson. Sau này Jackson nói về "Beat It": "vấn đề là không phải ai cũng phải cứng cỏi, bạn có thể tránh một cuộc ẩu đả và vẫn là đàn ông. Không cứ phải chết thì mới chứng tỏ bạn là đàn ông". "Human Nature" (do Steve Porcaro của ban nhạc Toto đồng sáng tác) mang tính u sầu và nội tâm, như được truyền tải qua phần lời: "Looking out, across the morning, the City's heart begins to beat, reaching out, I touch her shoulder, I'm dreaming of the street".
Tính đến cuối thập niên 1970, khả năng ca hát của Jackson đã được khẳng định; AllMusic miêu tả anh là "giọng ca cực kỳ thiên phú". Nhà phê bình Stephen Holden của Rolling Stone ví giọng hát của anh với "giọng lắp mơ màng, nín thở" của Stevie Wonder, và nhận xét "chất giọng tenor âm sắc tựa như lông vũ của Jackson tuyệt đẹp. Nó mượt mà luyến sang giọng giả thanh gây sửng sốt được sử dụng rất táo bạo." Với việc phát hành Thriller, Jackson có thể hát trầm—hạ xuống âm trầm Đô—song anh thích hát bổng hơn vì giọng tenor trong nhạc pop có nhiều quãng hơn để tạo phong cách. Nhà phê bình Christopher Connelly của Rolling Stone nhận xét rằng Jackson giờ đây hát bằng "giọng hoàn toàn trưởng thành" và "nhuốm màu buồn".
"P.Y.T. (Pretty Young Thing)" (được ghi công cho James Ingram và Quincy Jones) và "The Lady in My Life" của Rod Temperton mang đến cho album hướng nhạc R&B mãnh liệt hơn; J. Randy Taraborrelli miêu tả "The Lady in My Life" là "lần gần nhất Jackson trình bày một bản ballad gợi cảm và đầy tính soul sau những năm tháng ở Motown". Jackson đã sử dụng kỹ thuật "hát nấc cụt" (lần đầu được dùng trong bài "It's Too Late to Change the Time" vào năm 1973) để tiếp tục đưa vào Thriller. Mục đích của nấc cụt—kiểu như nuốt không khí hoặc thở hắt ra—là để khơi gợi cảm xúc, có thể là phấn khích, buồn hoặc sợ hãi.

### Bìa đĩa
Tấm bìa của Thriller in hình Jackson diện bộ com lê màu trắng thuộc về nhiếp ảnh gia Dick Zimmerman. Tấm lót bìa gatefold để lộ một chú hổ con ở chân Jackson mà theo Zimmerman, Jackson giữ nó tránh mặt anh vì lo sợ nó bị trầy xước. Một tấm hình khác chụp Jackson ôm chú hổ con được sử dụng cho bản đặc biệt của Thriller (2001).

## Phát hành và đón nhận thương mại
Thriller được phát hành vào ngày 29 tháng 11 năm 1982 thông qua Epic Records và phân phối bởi CBS Records trên thị trường quốc tế. Album giành ngôi quán quân trên bảng xếp hạng Billboard Top LPs & Tapes vào ngày 26 tháng 2 năm 1983. Có lúc cao điểm, Thriller bán ra một triệu bản/tuần. Thriller là album bán chạy nhất tại Hoa Kỳ vào các năm 1983 và 1984, trở thành album đầu tiên bán chạy nhất trong hai năm. Nhạc phẩm còn sở hữu kỷ lục 47 tuần nắm giữ ngôi quán quân trên Billboard 200 (từ 26 tháng 2 năm 1983 đến 14 tháng 4 năm 1984) và vẫn nằm trong bảng xếp hạng trong 500 tuần không liên tục.
Thriller là nhạc phẩm đột phá của Jackson khi chiếm ngôi đầu bảng xếp hạng tại Áo, Canada, Hà Lan, Liên hiệp Anh, Nhật Bản, Pháp, Thụy Sĩ, Úc và Ý. Album lấy chứng nhận kim cương ở Argentina, Canada, Đan Mạch, Mexico, Liên hiệp Anh và Pháp. Thriller bán ra ước tính 130.000 bản tại Hoa Kỳ mỗi năm; giành ngôi á quân trên bảng xếp hạng US Catalog vào tháng 2 năm 2003 và hạng 39 tại Liên hiệp Anh vào tháng 3 năm 2007. Đây hiện là album bán chạy thứ sáu trong lịch sử tại Liên hiệp Anh.
Ngày 16 tháng 12 năm 2015, Thriller được chứng nhận 30 lần đĩa bạch kim bởi Hiệp hội công nghiệp ghi âm Hoa Kỳ (RIAA), nhờ tiêu thụ ít nhất 30 triệu đơn vị tại Hoa Kỳ. Sau khi đưa doanh số streaming và track vào giải thưởng album của RIAA vào năm 2017, Thriller có được 33 lần đĩa bạch kim với tổng cộng 33 triệu đơn vị album tương đương. Tính đến cuối năm 1983, Thriller trở thành album bán chạy nhất thế giới với 32 triệu bản được bán ra. Đây hiện vẫn là album bán chạy nhất mọi thời đại với doanh số hơn 70 triệu bản toàn thế giới.

### Đĩa đơn
Có bảy đĩa đơn được phát hành từ Thriller. Đĩa đơn đầu tiên là "The Girl Is Mine" bị phê phán là lựa chọn tồi; giới phê bình dự đoán rằng album sẽ gây thất vọng và cho rằng Jackson đang cúi đầu trước khán giả da trắng. "The Girl Is Mine" nắm ngôi đầu bảng xếp hạng Billboard Hot Black Singles, lấy ngôi á quân trên Billboard Hot 100 và ngôi quán quân trên bảng xếp hạng Hot Adult Contemporary Tracks.
"Billie Jean" được phát hành vào ngày 2 tháng 1 năm 1983. Đĩa đơn giật ngôi quán quân trên bảng xếp hạng Billboard Hot 100 và nắm giữ vị trí này trong bảy tuần. Nhạc phẩm còn đứng đầu bảng Billboard Hot Black Singles trong ba tuần và nắm giữ ngôi quán quân trong chín tuần. Billboard liệt ca khúc là bài hát gây sốt thứ hai của năm 1983. Đĩa đơn đứng đầu bảng ở chín quốc gia và lọt top mười ở nhiều nước khác. "Billie Jean" là một trong những đĩa đơn bán chạy nhất năm 1983, giúp Thriller trở thành album bán chạy nhất mọi thời đại. Đây cũng là đĩa đơn bán chạy nhất trong sự nghiệp solo của Jackson. "Billie Jean" được miêu tả là tiên phong trong "nhạc post-soul pop bóng bẩy" và cũng bước khởi đầu cho phong cách ca từ paranoid hơn của Jackson, thương hiệu được anh tái hiện ở những nhạc phẩm sau.
Đĩa đơn thứ ba "Beat It" cũng giành ngôi quán quân trên bảng xếp hạng Black Singles. Billboard liệt đây là bài hát số năm của năm 1983. "Beat It" đạt ngôi quán quân tại Hà Lan và Tây Ban Nha. "Wanna Be Startin' Somethin'" là đĩa đơn lọt top mười thứ tư liên tiếp của Jackson từ Thriller trên Billboard Hot 100, có lúc đạt vị trí cao nhất là hạng năm. "Human Nature" (phát hành ngày 3 tháng 7 năm 1983) đạt hạng bảy trên Billboard Hot 100 và vị trí á quân trên bảng xếp hạng Billboard Adult Contemporary. "P.Y.T. (Pretty Young Thing)" (phát hành ngày 19 tháng 9 năm 1983) thì đạt vị trí thứ mười trên Billboard Hot 100.
Đĩa đơn cuối là "Thriller" được phát hành vào ngày 2 tháng 11 năm 1983. Ban đầu đĩa này không được dự kiến phát hành, vì Epic thấy đây như một bài hát tiểu thuyết; theo giám đốc Walter Yetnikoff: "Ai lại muốn một đĩa đơn nói về quái vật kia chứ?" Tính đến giữa năm 1983, khi doanh số của Thriller bắt đầu tụt dốc, Jackson thuyết phục Epic phát hành "Thriller" kèm theo một MV mới. Đĩa nhạc đạt vị trí số bốn trên Billboard Hot 100 và hạng ba trên Billboard Hot Black Singles.

### Video âm nhạc
Video âm nhạc (MV) của "Billie Jean" ra mắt vào ngày 10 tháng 3 năm 1983 trên MTV. MV làm cho MTV—lúc ấy vẫn là một kênh âm nhạc tương đối mới và vô danh—được khán giả đại chúng chú ý. Đây là một trong những video đầu tiên của một nghệ sĩ da đen được kênh này chọn lên sóng thường xuyên, vì các giám đốc của kênh cho rằng nhạc của người da đen không đủ độ "rock". Với sự đạo diễn của Steve Barron, MV chiếu cảnh một nhiếp ảnh gia bám theo Jackson. Giới săn ảnh không bao giờ bắt kịp anh, và khi chụp được xong thì Jackson không bao giờ được lên hình tấm ảnh. Anh nhảy tới khách sạn Billie Jean và khi dạo bước trên vỉa hè, mỗi viên gạch anh chạm vào đều phát sáng.
MV của "Beat It" có buổi chiếu ra mắt trên khung giờ vàng của MTV vào ngày 31 tháng 3 năm 1983. Để vừa tăng tính chân thực cho sản phẩm vừa giữ hòa khí, Jackson đã nảy ra ý tưởng tuyển mộ các thành viên của hai băng đảng địch thủ ở Los Angeles là băng Crips và Bloods, rồi chọn được khoảng 80 thành viên băng đảng thật. Nội dung MV là Jackson gắn kết hai gã giang hồ thông qua sức mạnh của âm nhạc và điệu nhảy. MV còn gây chú ý bởi "vũ đạo tập thể" của dàn vũ công diễn đồng bộ - về sau trở thành cột mốc trong các sản phẩm MV của Jackson.
MV "Thriller" ra mắt trên MTV vào ngày 2 tháng 12 năm 1983. Trong MV, Jackson và cô bạn gái (thể hiện bởi Ola Ray) đụng độ đám thây ma trên đường về nhà từ rạp chiếu phim; Jackson trở thành thây ma và thể hiện một điệu nhảy với một bầy undead. Tác phẩm được MTV ghi danh là MV hay nhất mọi thời đại vào năm 1999, cũng như được VH1 và Time ghi danh tương tự vào năm 2001. Năm 2009, tác phẩm trở thành MV đầu tiên được Thư viện Quốc hội Hoa Kỳ lựa chọn để đưa vào Viện lưu trữ phim quốc gia. Thư viện miêu tả đây là "MV nổi tiếng nhất mọi thời đại".

## Đánh giá chuyên môn
| Đánh giá chuyên môn           | Đánh giá chuyên môn |
| Nguồn đánh giá                | Nguồn đánh giá      |
| Nguồn                         | Đánh giá            |
| ----------------------------- | ------------------- |
| AllMusic                      | [ 87 ]              |
| Blender                       | [ 88 ]              |
| Christgau's Record Guide      | A                   |
| Encyclopedia of Popular Music | [ 90 ]              |
| Entertainment Weekly          | A                   |
| MusicHound R&B                | [ 92 ]              |
| Q                             | [ 93 ]              |
| Rolling Stone                 | [ 30 ]              |
| The Rolling Stone Album Guide | [ 94 ]              |
| Slant Magazine                | [ 31 ]              |

Trong bài đánh giá đương thời cho Rolling Stone, Christopher Connelly gọi Thriller là "một đĩa LP sôi động" với "thông điệp u tối và đau thương". Anh so sánh các bài hát trong album với những biến cố trong cuộc sống mà cậu thanh niên 24 tuổi Jackson phải đối mặt kể từ Off the Wall, đồng thời nhận định rằng anh "đã bỏ giọng giả thanh nam tính" và đối diện trước "những thử thách trực tiếp" bằng "quyết tâm sôi nổi" và "chất giọng hoàn toàn trưởng thành". Connelly lưu ý bước tiến âm nhạc của Jackson so với Off the Wall: "Thái độ mới của Jackson mang đến cho Thriller sự khẩn trương sâu sắc, song giàu cảm xúc và ít mâu thuẫn hơn so với bất kì tác phẩm nào của anh trước đây, đồng thời đánh dấu bước ngoặt mới trong sự phát triển sáng tạo của nghệ sĩ trình diễn tài năng phi thường này."
John Rockwell viết trên The New York Times rằng có lẽ Jackson "đôi khi là nghệ sĩ trình diễn... quá lành nghề", có lúc Quincy Jones có thể "đánh mất bản sắc của mình" với "khâu sản xuất có hơi nặc danh", và Jackson có thể giấu những cảm xúc thật đằng sau "những lớp mạng che mặt mỏng song bất khả xâm phạm". Tuy nhiên, Rockwell xem Thriller là "một đĩa nhạc pop tuyệt vời, phát ngôn mới nhất của một trong những ca sĩ giỏi nhất nhạc đại chúng ngày nay" và có "quá nhiều bài hit [trong album]". Rockwell tin rằng nhạc phẩm giúp phá vỡ "những rào cản hủy diệt thường phát sinh giữa nhạc của người da trắng và da đen", đặc biệt vì "những ấn phẩm và đài phát thanh của người da trắng thường tránh nhạc của người da đen, sau cùng dường như sẵn sằng giả vờ rằng anh [Jackson] không phải người da đen". Trên The Village Voice, Robert Christgau nhận xét: "đây thực sự là một sản phẩm chứa đầy bài hit, song ở mật độ cao như thế thì kiểu gì tác phẩm cũng vào hàng ngũ kinh điển". Sau này ông viết trong cuốn Christgau's Record Guide: The '80s (1990): "những gì chúng ta chẳng thể biết được là mọi bài hit (ngoại trừ 'P.Y.T.') sẽ phát triển nhờ tiếp xúc đông đảo và sự ưa chuộng của khán giả kinh khủng đến nhường nào."
Một năm sau khi phát hành album, Time nhận định ngắn gọn về ba đĩa đơn chính trích từ album: "Nhịp đập của nước Mỹ và đa số phần còn lại của thế giới diễn ra không đều, đập theo bước đi rắn rỏi của 'Billie Jean', khúc aria nhựa đường của 'Beat It' [và] cảm giác rùng mình cực ngầu của 'Thriller'." Năm 1989, các nhà phê bình âm nhạc của Toronto Star nhìn lại những album mà họ đã đánh giá trong mười năm qua nhằm lập danh sách đánh giá chúng trên cơ sở "tác động thương mại đến tầm quan trọng trong xã hội, cho tới giá trị âm nhạc thuần túy." Thriller được xếp số một trong danh sách, album được xem là "tác phẩm bậc thầy" và "thành công thương mại nở rộ từ lúc ấy đã làm lu mờ đi thành tựu nghệ thuật trong Thriller của Jackson, và điều đấy thật đáng tiếc. Đây là bản nhạc của thời đại, tràn ngập sự chờ đợi nghẹt thở và nỗi sợ khiếp vía thế giới của người lớn, khả năng tưởng tượng xuất chúng đầy sức nóng gợi cảm, song vẫn có chỗ cho suy ngẫm nghiêm túc".
Thriller đứng đầu bảng bầu chọn Pazz & Jop của The Village Voice vào năm 1983. Album thắng kỷ lục tám giải Grammy tại lễ trao giải Grammy lần thứ 26, tính cả giải Album của năm. Jackson thắng tới bảy giải Grammy cho album, còn giải thứ tám dành cho Bruce Swedien. Cùng năm ấy, Jackson ẵm tám giải Âm nhạc Mỹ, tính cả giải Giá trị Âm nhạc Mỹ, cùng ba giải Video âm nhạc của MTV. Thriller được công nhận là album bán chạy nhất mọi thời đại vào ngày 7 tháng 2 năm 1984, khi nhạc phẩm có tên trong Sách Kỷ lục Thế giới Guinness.

## Ảnh hưởng và di sản

### Ngành công nghiệp âm nhạc

Jackson (giữa) cùng Tổng thống Hoa Kỳ Ronald Reagan và Đệ nhất Phu nhân Nancy Reagan tại Nhà Trắng vào năm 1984

Sau khi phát hành Thriller, thành công tức thì của Jackson đã giúp anh có vị thế quan trọng về mặt văn hóa mà trước đây chưa một người Mỹ gốc Phi nào có được trong lịch sử ngành công nghiệp giải trí. Blender miêu tả Jackson là "biểu tượng nhạc pop ưu tú cuối thế kỷ 20", còn The New York Times đưa ra nhận định anh là "hiện tượng âm nhạc" và "trong thế giới nhạc pop, một là Michael Jackson và hai là phần còn lại". Richard Corliss của Time ngợi ca Thriller là "album nhạc pop xuất sắc nhất mọi thời đại". Jackson thay đổi cách vận hành của ngành công nghiệp: vừa là nhân vật nghệ thuật vừa là thực thể tài chính và đắt khách. Luật sư John Branca của anh nhận xét rằng Jackson đạt được tỷ lệ tác quyền cao nhất trong ngành âm nhạc lúc bấy giờ: khoảng 2 đô la Mỹ (tỷ giá 5,63 đô la Mỹ vào năm 2022) cho từng album tiêu thụ được.
Nhờ thế, Jackson kiếm được lợi nhuận kỷ lục từ doanh số bán đĩa CD và doanh số bán bản sao của bộ phim tài liệu The Making of Michael Jackson's Thriller (do Jackson và John Landis sản xuất). Với sự tài trợ của MTV, bộ phim bán ra hơn 350.000 bản trong vài tháng đầu phát hành. Ở một thị trường bị đĩa đơn chi phối, Thriller nâng cao tầm quan trọng của album, song nhiều đĩa đơn ăn khách từ nhạc phẩm đã thay đổi quan niệm lâu nay khi số lượng đĩa đơn thành công có thể được trích từ một album lẻ. Kỷ nguyên chứng kiến sự xuất hiện của những vật phẩm mới lạ như búp bê Michael Jackson, chúng xuất hiện tại các cửa hàng vào tháng 5 năm 1984 với giá 12 đô la Mỹ (tỷ giá 34 đô la Mỹ vào năm 2022) Thriller vẫn nắm giữ một vị trí trong nền văn hóa Mỹ; cây viết tiểu sử J. Randy Taraborrelli lý giải: "Có lúc Thriller đã ngừng bán như một vật phẩm giải trí—như tạp chí, đồ chơi, vé xem phim ăn khách—và bắt đầu tiêu thụ như một nhu yếu phẩm của hộ gia đình".
Thriller được phát hành vào thời kỳ thịnh vượng của kỷ nguyên album, giai đoạn mà đĩa nhạc thời lượng dài soán ngôi đĩa đơn thành hình thức tiêu thụ nhạc và trình bày nghệ thuật thống trị trong ngành. Tuy nhiên, thành công của các đĩa đơn từ Thriller lại đánh dấu sự phục hồi doanh số ngắn ngủi của định dạng này. Ở thời điểm ra mắt album, Gil Friesen (chủ tịch của hãng A&M Records lúc ấy) đưa ra thông cáo báo chí: "Cả ngành công nghiệp đặt cược vào thành công này". Tạp chí Time suy đoán rằng "hệ quả là Thriller mang lại cho ngành [âm nhạc] năm tuyệt nhất kể từ những ngày tháng huy hoàng của năm 1978, khi năm ấy có tổng doanh thu nội địa ước tính đạt 4,1 tỷ đô la Mỹ". Time nhận xét ngắn gọn tác động của Thriller là "khôi phục niềm tin" cho ngành công nghiệp trên bờ vực "thoái trào của nhạc punk và những vùng kiểu cách của synthesizer pop". Ấn phẩm miêu tả ảnh hưởng của Jackson thời điểm ấy là "Ngôi sao của đĩa nhạc, phát thanh và video nhạc rock. Một đội-một-người giải cứu ngành âm nhạc. Một nhạc sĩ sáng tác bài hát tạo nên nhịp điệu cho cả một thập niên. Một vũ công với bước nhảy cuốn hút nhất trên phố. Một ca sĩ vượt mọi ranh giới của thị hiếu, phong cách và cả màu sắc nữa".
—Robert Christgau viết trong cuốn Christgau's Record Guide: The '80s (1990)
Khi Thriller và "Billie Jean" đang tìm cách tiếp cận thị trường nhân khẩu học, MTV và truyền hình cáp có thị phần nhỏ hơn nhiều so với thị phần rộng lớn của các đài phát sóng truyền hình ở Hoa Kỳ. CBS/Epic Records bày tỏ mong muốn quảng bá Thriller với khán giả truyền hình toàn quốc trên các đài liên kết của ABC, NBC và CBS, cũng như những đài truyền hình độc lập lớn. MV đầu tiên của "Billie Jean" từ album Thriller có màn ra mắt trên truyền hình quốc gia vào dịp tuần lễ Halloween vào tháng 10 năm 1984 và đấy là ý tưởng của Charles Henderson và Jerry Crowe (hai vị giám đốc sản xuất của Video Concert Hall). Video Concert Hall (kênh truyền hình toàn quốc đầu tiên chuyên phát MV) đã ghi hình chương trình đặc biệt dài một giờ tại Hollywood và Atlanta, nơi tọa lạc các phòng thu truyền hình của Video Concert Hall. Chương trình truyền hình đặc biệt của Thriller được dẫn bởi Vincent Price (diễn viên đóng trong MV Thriller), với đơn vị phân phối là Henderson-Crowe Syndications, Inc. và phát sóng tại hai mươi thị trường truyền hình hàng đầu và phần lớn lãnh thổ Hoa Kỳ, gồm các đài truyền hình WNEW (New York), WFLD (Chicago), KTTV (Los Angeles), WPLG (Miami), WQTV (Boston) và WXIA (Atlanta) - tổng cộng là 150 đài truyền hình.
Thriller gây tác động tiên phong trong thể loại nhạc và crossover của người da đen. Theo chuyên gia nghiên cứu âm nhạc dân tộc Miles White, album hoàn toàn định nghĩa "âm thanh của dòng R&B post-disco đương đại" và "cập nhật tính thẩm mỹ crossover - thứ từng là chén thánh của nhạc quần chúng người da đen kể từ Louis Jordan ở thập niên 1940". Sau khi nhận thấy sự thống trị dòng nhạc pop đại chúng chưa từng có tiền lệ của một nghệ sĩ người Mỹ gốc Phi, White tiếp tục viết: "sự chọn lọc bài hát và thẩm mỹ âm thanh của nhạc phẩm phù hợp với cả những tâm hồn yêu nhạc soul lẫn nhạc pop, hấp dẫn nhiều khán giả và tiêu thụ vượt lằn ranh của chủng tộc, giới tính, giai cấp và thế hệ", đồng thời cho thấy sự nổi lên của Jackson khỏi Motown thành "vua của nhạc pop-soul crossover". Cây viết Simon Vozick-Levinson của Entertainment Weekly xem đây là "album nhạc pop-soul vĩ đại nhất", Sau khi đưa đĩa nhạc vào danh sách 40 album gây đột phá nhất mọi thời đại, Rolling Stone viết: "Thật khó mà hình dung bối cảnh âm nhạc ngày nay nếu không có Thriller - tác phẩm thay đổi cuộc chơi cả về mặt âm thanh lẫn thị trường. Sự pha trộn bất ngờ và mạnh mẽ các dòng pop, rock và soul trong album gửi đi những làn sóng gây địa chấn khắp đài phát thanh, mời cả những màn crossover nổi tiếng nhất (như khúc guitar solo của Eddie Van Halen trong bài "Beat It") và những nỗ lực đan xen thể loại âm thầm hơn. Những MV giàu chất điện ảnh và hấp dẫn của album — từ bộ phim ngắn "Thriller" do John Landis chỉ đạo nhằm ủng hộ tri ân West Side Story cùng với "Beat It" — đã hợp thức hóa hình thức còn non trẻ và buộc MTV phải đưa nghệ sĩ đa đen vào danh sách phát nhạc của kênh. Chiến lược quảng bá album (dẫn tới phát hành bảy trong số chín bài thành đĩa đơn) đã nâng cao tiêu chuẩn cho cái thực sự tạo nên một LP "đầy hit". Bên cạnh gây đột phá, đĩa nhạc cũng phá vỡ các kỷ lục, chỉ ra nhạc pop có thể vươn xa tới mức nào: album bán chạy nhất mọi thời đại, album đầu tiên thắng tám giải Grammy chỉ trong một đêm và album đầu tiên trụ trong top 10 bảng xếp hạng trong một năm."
Epic Records cũng phản ánh về tầm quan trọng của album: "Hơn cả một album, Thriller vẫn là hiện tượng đa truyền thông văn hóa toàn cầu ở cả thế kỷ 20 và 21, đập tan những rào cản âm nhạc và thay đổi biên giới của nhạc pop mãi mãi. Âm nhạc trong Thriller quá bùng nổ và phi thường đến mức nó thách thức bất kỳ định nghĩa nào về rock, pop hay soul ra đời trước đó."
Từ khoảnh khắc Thriller được phát hành, album đặt ra tiêu chuẩn cho ngành công nghiệp âm nhạc: nghệ sĩ, hãng đĩa, nhà sản xuất, nhà tiếp thị và thậm chí cả vũ công. MV đã đi trước thời đại và được xem là tác phẩm cột mốc—không chỉ trong sự nghiệp của Jackson, mà còn trong lịch sử nhạc pop. Cách tiếp cận nhằm tạo ra bài hát và MV hấp dẫn thị trường đại chúng của Epic Records cuối cùng đã tác động tới phương thức tiếp thị và phát hành bài hát của những chuyên gia ngày nay. Quá trình dựng phim ngắn của John Landis (thay vì làm MV ngắn thông thường) làm nâng cao tiêu chuẩn cho các đạo diễn và nhà sản xuất khác.

### Video âm nhạc và bình đẳng chủng tộc

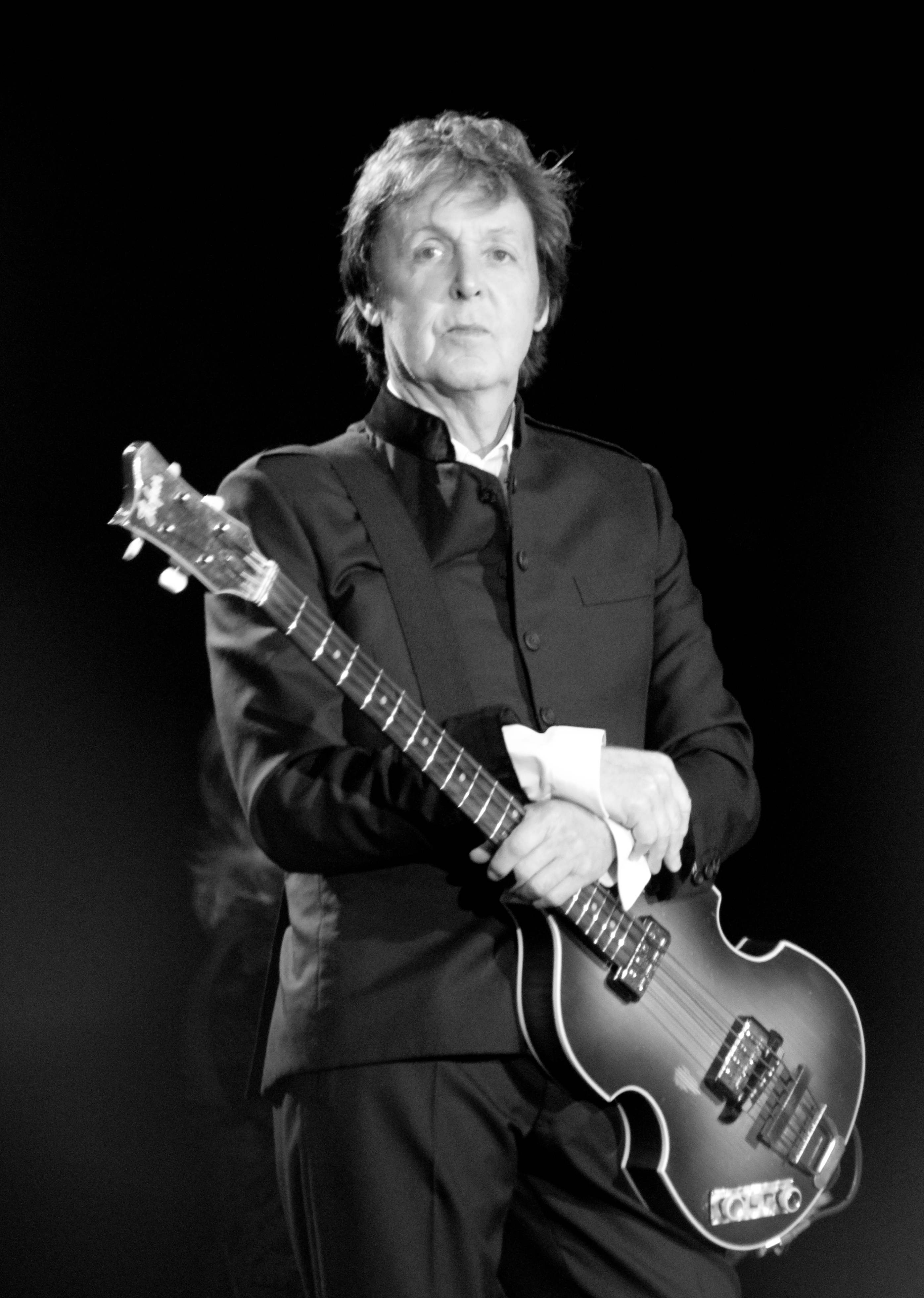
Các video âm nhạc (MV) và đĩa đơn của Thriller—tính cả bài song ca "The Girl Is Mine" với Paul McCartney—được ghi nhận giúp thúc đẩy bình đẳng chủng tộc ở Hoa Kỳ.

Trước thành công của Thriller, nhiều người thấy Jackson phải chật vật để lấy suất phát sóng của MTV vì là người da đen. Chủ tịch Walter Yetnikoff của CBS Records nhắc MTV: "Tôi sẽ không mang cho các người bất cứ video nào nữa và tôi sẽ công khai nói với công chúng về sự thật là các người không bật nhạc của người da đen." Yetnikoff đã thuyết phục MTV bắt đầu phát sóng "Billie Jean" và "Beat It", mở đầu quan hệ hợp tác lâu dài và giúp những nghệ sĩ da đen khác được khán giả đại chúng công nhận. MTV phủ nhận tuyên bố phân biệt chủng tộc trong khâu phát sóng của kênh.
Độ phổ biến của các MV của Jackson (như "Beat It" và "Billie Jean") giúp MTV trở nên thịnh hành, và kênh này chuyển trọng tâm sang nhạc pop và R&B. Jackson biến phương tiện MV thành loại hình nghệ thuật và công cụ quảng bá nhờ sử dụng các tuyến truyện phức tạp, thói quen nhảy, hiệu ứng đặc biệt và góp mặt khách mời là người nổi tiếng.
Với thời lượng phát sóng MV "Thriller" dài mười bốn phút, MTV phát bài ấy hai lần/giờ nhằm đáp ứng nhu cầu của khán giả. MV đánh dấu tăng quy mô làm MV và thường được ghi danh là MV hay nhất từ trước đến nay. MV được ghi nhận đã biến video âm nhạc thành loại hình nghệ thuật nghiêm túc, phá tan rào cản chủng tộc trong ngành giải trí đại chúng và làm phổ biến định dạng làm phim tài liệu. Nhiều yếu tố có tác động lâu dài tới văn hóa đại chúng như điệu nhảy thây ma và chiếc áo jacket đỏ của Jackson (do Deborah Nadoolman - vợ của Landis thiết kế).
Tác giả, nhà phê bình âm nhạc và nhà báo Nelson George viết vào năm 2004: "Thật khó để nghe các bài hát từ Thriller và tách chúng khỏi MV. Đối với hầu hết chúng ta, hình ảnh đã định nghĩa các bài hát. Thực tế có thể nhận định rằng Michael là nghệ sĩ đầu tiên của thời đại MTV sở hữu nguyên một album kết nối mật thiết hình dung của khán giả với hình ảnh của nhạc phẩm". Những bộ phim ngắn như Thriller chủ yếu vẫn là có một không hai đối với Jackson, còn cảnh nhóm nhảy ở bài "Beat It" thì thường xuyên bị bắt chước. Vũ đạo trong Thriller trở thành một phần của văn hóa đại chúng, nhân rộng khắp nơi từ Bollywood tới các nhà tù ở Philippines.
Thành công của một nghệ sĩ da đen như Jackson là chưa từng có tiền lệ. Time viết vào năm 1984: "Jackson là nhân vật đình đám nhất kể từ the Beatles. Anh là hiện tượng đĩa đơn gây sốt nhất kể từ Elvis Presley. Anh có thể là ca sĩ da đen nổi tiếng nhất từ trước đến nay." Theo The Washington Post, Thriller mở đường cho các nghệ sĩ người Mỹ gốc Phi khác giành được sự công nhận của khán giả đại chúng, chẳng hạn như Prince. Christgau ghi nhận "The Girl Is Mine" đã làm cho đài phát thanh tiếp xúc với ý tưởng tình yêu liên chủng tộc.

### Tái đánh giá
Thriller tiếp tục nhận được những lời tán dương của giới phê bình. Stephen Thomas Erlewine của AllMusic nhận xét rằng tác phẩm có thứ làm mọi người quan tâm. Ông tin rằng tác phẩm vừa phô diễn chất funk và hard rock thô ráp hơn, vừa "thú vị không phải bàn cãi" và viết rằng "Wanna Be Startin' Somethin'" là "bài nhạc funk tươi mới nhất trong album [song] lại là bài đáng sợ và ngột ngạt nhất mà Jackson từng thu âm." Erlewine thấy rằng đây là bước cải tiến so với album trước của Jackson, dẫu vậy anh phê phán bài tiêu đề là "lố bịch" và "phá hỏng khoảnh khắc" của nhạc phẩm. Trong cuốn The New Rolling Stone Album Guide (2004), Jon Pareles ghi rằng Jackson đã "tăng tham vọng lên gấp đôi và tăng lượng khán giả của mình lên gấp bội ... Thriller có thêm sự hỗ trợ âm nhạc để trở thành album [không phải tuyển tập] bán chạy nhất mọi thời đại: bước nhảy và sự hiện diện sáng chói của Jackson trên sân khấu, được khuếch đại bởi phạm vi quảng bá MV mới toanh và sự bao bọc người nổi tiếng hào nhoáng của kỷ nguyên Reagan. Nhưng đặc biệt trong bảy đĩa đơn ăn khách (trong tổng số chín bài hát) của album, âm nhạc có chỗ đứng của riêng nó." Nhà phê bình văn hóa Nelson George viết rằng Jackson "đã dạy cho R. Kelly, Usher, Justin Timberlake và vô số hậu bối bằng một cuốn sách giáo khoa như Thriller".

### Thứ hạng
Năm 1992, Thriller được trao giải đặc biệt của Billboard nhân kỷ niệm mười năm ra đời ấn phẩm. Năm 2000, album được bầu ở hạng 64 trong cuốn All Time Top 1000 Albums của Colin Larkin. Nhạc phẩm đứng thứ hai trong Top 50 album soul/R&B mọi thời đại. Cuốn sách ghi rằng đây là ví dụ điển hình nhất của disco pop hoàn hảo, và là đĩa nhạc nên được "kê đơn" cho những khán thính giả đua đòi và người hưng trầm cảm. Tại lễ trao giải âm nhạc Billboard 2002, nhằm thể hiện sự trường tồn của album, Thriller nhận được giải đặc biệt của Billboard lần thứ hai như để ghi nhận thành tích nắm giữ nhiều tuần ở ngôi quán quân Billboard 200 hơn bất kỳ album nào khác trong lịch sử. Năm 2003, nhạc phẩm đứng thứ 20 trong danh sách 500 album vĩ đại nhất của Rolling Stone, và vẫn giữ vị trí này trong danh sách tái biên tập năm 2012 — đây là thứ hạng cao nhất của một album nhạc pop ở cả hai danh sách. Ở danh sách cập nhật của Rolling Stone vào năm 2020, Thriller đứng hạng 12. Đĩa nhạc được Hiệp hội nhà buôn âm nhạc quốc gia (NARM) hợp tác với Đai sảnh Danh vọng Rock and Roll xếp thứ ba trong danh sách 200 album định nghĩa mọi thời đại. "Beat It" và "Billie Jean" đều được đưa vào 500 bài hát định hình Rock and Roll của Đại sảnh Danh vọng Rock and Roll. Năm 2006, Time điền tên Thriller vào danh sách 100 album mọi thời đại. Năm 2008, tức 25 năm sau ngày phát hành album, tác phẩm được ghi danh vào Đại sảnh Danh vọng Grammy và vài tuần sau thì tiếp tục có mặt trong 25 bản thu âm được Thư viện Quốc hội Hoa Kỳ chọn để bảo quản tại Viện lưu trữ thu âm quốc gia bởi "ý nghĩa quan trọng về mặt văn hóa". Năm 2009, các nhà phê bình âm nhạc của MTV Base và VH1 đều ghi danh Thriller là album hay nhất được phát hành kể từ năm 1981. Tiếp đó, Thriller cùng các ứng viên khác mà giới phê bình yêu thích được khán giả bầu chọn. 40.000 khán giả xem Thriller là album hay nhất mọi thời đại của MTV Generation, giành một phần ba tổng số phiếu bầu. Thriller được xếp thứ ba trong danh sách Album vĩ đại nhất mọi thời đại của Billboard 200. Billboard còn ghi danh album ở hạng tư trong danh sách Toàn bộ 92 album đoạt chứng nhận kim cương xếp hạng từ tệ nhất tới hay nhất: Critic's Take. Năm 2018, The Independent tôn vinh Thriller là "album truyền cảm hứng nhất mọi thời đại".

## Tái bản và doanh số catalog

Đĩa bạch kim Thriller được trưng bày tại Hard Rock Cafe ở Universal City, California

Thriller được tái bản vào ngày 16 tháng 10 năm 2001 trong một bộ đĩa mở rộng mang tên Thriller: Special Edition. Album được cải tạo âm thanh và đưa vào một cuốn sổ và chất liệu tặng kèm mới, kể các bài "Someone in the Dark", "Carousel" và đĩa nháp gốc bài "Billie Jean" của Jackson, cũng như các băng thu buổi phỏng vấn với Jones và Temperton. Sony còn thuê kỹ sư âm thanh và người trộn âm Mick Guzauski chế tác các bản phối Thriller bằng âm thanh vòm trên kênh 5.1 và các album khác của Jackson theo định dạng Super Audio CD, song Jackson không chấp nhận chúng. Vì thế mà Thriller chỉ được phát hành trên SACD bằng âm thanh lập thể. P Mãi đến tháng 11 năm 2022, phiên bản âm thanh vòm của Thriller mới được ra mắt, khi Sony chế tác và phát hành các bản phối Thriller bằng 360 Reality Audio và Dolby Atmos lần lượt dành cho các nền tảng phát nhạc Amazon Music và Apple Music nhân kỷ niệm 40 năm phát hành album.
Tháng 2 năm 2008, Epic Records phát hành Thriller 25; Jackson giữ vị trí giám đốc sản xuất. Thriller 25 có mặt trên CD, USB và vinyl cùng bảy bài tặng kèm, ca khúc mới"For All Time", một đoạn thu giọng lồng tiếng của Price và năm bản phối có sự tham gia của các nghệ sĩ Fergie, will.i.am, Kanye West và Akon. Sản phẩm còn đưa vào đĩa DVD đính kèm ba MV, màn trình diễn "Billie Jean" tại Motown 25 và một cuốn sổ tay với lời nhắn của Jackson. Bản ballad "For All Time" được cho là ra đời từ năm 1982, song thường được đề tên xuất phát từ các buổi ghi nháp của Dangerous.
Thriller 25 đã gặt hái thành công thương mại và đặc biệt bán đĩa tốt khi tái bản. Đĩa nhạc giành ngôi quán quân ở tám quốc gia và châu Âu. Sản phẩm vươn lên vị trí á quân (hạng cao nhất) tại Hoa Kỳ, hạng ba tại Liên hiệp Anh và lọt top mười ở hơn 30 bảng xếp hạng quốc gia. Tác phẩm giành được chứng nhận Vàng ở 11 quốc gia (tính cả Liên hiệp Anh), 2 lần chứng nhận đĩa vàng ở Pháp và chứng nhận bạch kim ở Phần Lan. Ở Hoa Kỳ, Thriller 25 là album bán chạy thứ hai trong tuần phát hành, bán ra 160 ngàn bản, thiếu mỗi mười bốn ngàn bản nữa để đoạt ngôi đầu. Album không đủ điều kiện có mặt trên bảng xếp hạng Billboard 200 do là đĩa tái phát hành song giành được ngôi quán quân trên Pop Catalog Charts (album nắm giữ vị trí này trong mười tuần không liên tục), đạt mức doanh số tốt nhất trên bảng xếp hạng ấy kể từ tháng 12 năm 1996. Đúng vào dịp lễ Halloween, Thriller 25 có mười một tuần không liên tiếp đứng đầu bảng xếp hạng catalog của Mỹ. Thành tích này nâng doanh số bán album tại Hoa Kỳ lên con số 688.000 bản, trở thành album catalog bán chạy nhất năm 2008. Đây là tác phẩm ra mắt thành công nhất của Jackson kể từ Invincible (2001), tiêu thụ ba triệu bản toàn thế giới sau mười hai tuần.
Sau khi Jackson mất vào tháng 6 năm 2009, Thriller thiết lập thêm những kỷ lục nữa. Album tiêu thụ 101.000 đơn vị tại Hoa Kỳ trên bảng xếp hạng tuần kết thúc ngày 1 tháng 7 năm 2009 và là album bán chạy thứ ba trong tuần. Album xếp hạng ba trên bảng xếp hạng Top Pop Catalog Albums. Ở tuần kế tiếp, album bán ra 187.000 đơn vị tại Hoa Kỳ trên bảng xếp hạng kết thúc ngày 8 tháng 7 năm 2009 và là album bán chạy thứ hai trong tuần  Những bài hát từ Thriller còn giúp Jackson trở thành nghệ sĩ đầu tiên tiêu thụ hơn một triệu lượt tải bài hát trong một tuần. Theo Nielsen SoundScan, Thriller là album đắt khách thứ mười bốn của năm 2009 ở Hoa Kỳ, với 1,27 triệu bản bán được.
Trong vòng một tuần bắt đầu từ ngày 20 tháng 11 năm 2015, Google Play Music mang đến bản sao album miễn phí độc quyền tới người dùng tại Hoa Kỳ, đưa vào đĩa nháp "Billie Jean" (1981) làm bài bổ sung. Ngày 18 tháng 11 năm 2022, Sony Music phát hành Thriller 40, sản phẩm tái bản kỷ niệm 40 năm ra đời Thriller, gồm một đĩa tặng kèm chứa những đoạn thu thử lỗi trong các buổi ghi nháp gốc.

## Danh sách bài hát
| Mặt một | Mặt một                                 | Mặt một         | Mặt một                  | Mặt một    |
| STT     | Nhan đề                                 | Sáng tác        | Nhà sản xuất             | Thời lượng |
| ------- | --------------------------------------- | --------------- | ------------------------ | ---------- |
| 1.      | "Wanna Be Startin' Somethin'"           | Michael Jackson | Quincy Jones Jackson [a] | 6:03       |
| 2.      | "Baby Be Mine"                          | Rod Temperton   | Jones                    | 4:20       |
| 3.      | "The Girl Is Mine" (với Paul McCartney) | Jackson         | Jones Jackson [a]        | 3:42       |
| 4.      | "Thriller"                              | Temperton       | Jones                    | 5:58       |

| Mặt hai          | Mặt hai                       | Mặt hai                   | Mặt hai           | Mặt hai    |
| STT              | Nhan đề                       | Sáng tác                  | Nhà sản xuất      | Thời lượng |
| ---------------- | ----------------------------- | ------------------------- | ----------------- | ---------- |
| 1.               | "Beat It"                     | Jackson                   | Jones Jackson [a] | 4:17       |
| 2.               | "Billie Jean"                 | Jackson                   | Jones Jackson [a] | 4:57       |
| 3.               | "Human Nature"                | Steve Porcaro John Bettis | Jones             | 4:06       |
| 4.               | "P.Y.T. (Pretty Young Thing)" | James Ingram Jones        | Jones             | 3:58       |
| 5.               | "The Lady in My Life"         | Temperton                 | Jones             | 5:00       |
| Tổng thời lượng: | Tổng thời lượng:              | Tổng thời lượng:          | Tổng thời lượng:  | 42:16      |

Ghi chú
- ^[a]  đồng sản xuất
- Những ấn phẩm đầu chứa bản phối gốc của "Billie Jean" trong album. Khác biệt chính là đoạn hát ngẫu hứng "oh no" âm lượng trầm ở phiên khúc thứ hai.

## Nhân sự
Nhân sự được liệt kê ở ghi chú lót của album:
- Tom Bahler – Synclavier (bài 5)
- Brian Banks – synthesizer (bài 4), lập trình synthesizer (2)
- Steve Bates – kỹ sư trợ lý (bài 3, 7–9)
- Michael Boddicker – synthesizer (bài 1, 2), Emulator (6–9), Vocoder (8), hát bè (1)
- Bruce Cannon – hiệu ứng (bài 4)
- Leon "Ndugu" Chancler – trống (bài 2, 6, 8)
- Paulinho da Costa – bộ gõ (bài 1, 7)
- Mark Ettel – kỹ sư trợ lý (bài 3, 7–9)
- Matt Forger – kỹ sư (bài 2, 3, 7–9)
- David Foster – synthesizer (bài 3), chuyển soạn synthesizer (3)
- Humberto Gatica – kỹ sư (bài 3, 7–9)
- Gary Grant – trumpet và flugelhorn (bài 1, 2, 4)
- Bernie Grundman – kỹ sư cải tạo âm thanh (bài 2, 3, 7–9)
- Nelson Hayes – bàn dậm bước trong phòng tắm (bài 1)
- Howard Hewett – hát bè (bài 8)
- Jerry Hey – chuyển soạn kèn co, trumpet và flugelhorn (bài 1, 2, 4), chuyển soạn đàn dây (3, 6), chỉ huy dàn nhạc dây (3)
- Bunny Hull – hát bè (bài 1, 8)
- James Ingram – hát bè (bài 1, 8), keyboard, vỗ tay, và chuyển soạn nhạc (8)
- Janet Jackson – hát bè (bài 8)
- La Toya Jackson – hát bè (bài 8)
- Michael Jackson – đồng sản xuất (bài 1, 3, 5, 6), hát chính (toàn bộ các bài), hát bè (1–7, 9), drum programming (1, 4), máy đánh trống (bài 5), vỗ tay (8), chuyển soạn kèn co và bàn dậm bước trong phòng tắm (1), chuyển soạn giọng (1, 3, 5, 6), chuyển soạn nhịp (1, 5, 6), chuyển soạn synthesizer (6)
- Paul Jackson Jr. – guitar (bài 5, 8, 9)
- Louis Johnson – guitar bass (bài 1, 3, 6, 8, 9), vỗ tay (8)
- Quincy Jones – nhà sản xuất (all bài), chuyển soạn nhịp (bài 1, 3, 5), chuyển soạn giọng (3), chuyển soạn nhạc (8)
- Donn Landee - kỹ sư (bài 5 guitar solo)
- Becky López – hát bè (bài 1, 8)
- Jerry Lubbock – chỉ huy nhạc cụ dây (bài 6)
- Steve Lukather – guitar (bài 3, 5, 7), guitar bass (5), chuyển soạn nhạc (7)
- Anthony Marinelli – lập trình synthesizer (bài 2, 4)
- Paul McCartney – hát chính (bài 3)
- David Paich – synthesizer (bài 2, 7, 9), chuyển soạn nhịp và dương cầm (3), chuyển soạn nhạc (7)
- Dean Parks – guitar (bài 3)
- Greg Phillinganes – keyboard (2, 4), synthesizer (1, 2, 4–6, 8), Fender Rhodes (1, 3, 5, 6, 9), lập trình synthesizer và vỗ tay (8)
- Jeff Porcaro – trống (bài 3, 5, 7, 9)
- Steve Porcaro – synthesizer (bài 5, 7, 9), lập trình synthesizer (2, 3, 5, 7), chuyển soạn (7)
- Vincent Price – voice-over (bài 4)
- Steven Ray – bàn dậm bước trong phòng tắm (bài 1), vỗ tay (8)
- Bill Reichenbach – trombone (bài 1, 2, 4)
- Greg Smith – Synergy (bài 5), synthesizer (6)
- Bruce Swedien – kỹ sư thu âm và người trộn âm (toàn bộ các bài), hiệu ứng (4)
- Chris Shepard – vibraslap (bài 5)
- Rod Temperton – synthesizer (bài 4), chuyển soạn giọng và nhịp (2, 4, 9)
- Eddie Van Halen – guitar solo (bài 5)
- Jerry Vinci – chỉ huy trưởng dàn nhạc (bài 3)
- Julia Waters – hát bè (bài 1)
- Maxine Waters – hát bè (bài 1)
- Oren Waters – hát bè (bài 1)
- David Williams – guitar (bài 1, 2, 4, 6)
- Larry Williams – saxophone và sáo (bài 1, 2, 4)
- Bill Wolfer – keyboard (bài 5), synthesizer (1, 6), lập trình (6)

## Xếp hạng

### Xếp hạng tuần
| Xếp hạng (1982–2023)                           | Vị trí cao nhất |
| ---------------------------------------------- | --------------- |
| Album Úc (Kent Music Report)                   | 1               |
| Album Áo (Ö3 Austria)                          | 3               |
| Album Bỉ (Ultratop Vlaanderen)                 | 57              |
| Album Bỉ (Ultratop Wallonie)                   | 50              |
| Canada Top Albums/CDs (RPM)                    | 1               |
| Album Canada (Billboard)                       | 26              |
| Album Đan Mạch (Hitlisten)                     | 30              |
| Album Hà Lan (Album Top 100)                   | 1               |
| Album Châu Âu (European Top 100 Albums)        | 1               |
| Album Phần Lan (Suomen virallinen albumilista) | 1               |
| Album Pháp (SNEP)                              | 83              |
| Album Đức (Offizielle Top 100)                 | 1               |
| Album Hy Lạp (IFPI)                            | 21              |
| Album Hy Lạp (Billboard)                       | 2               |
| Album Ý (Musica e Dischi)                      | 2               |
| Album New Zealand (RMNZ)                       | 1               |
| Album Na Uy (VG-lista)                         | 6               |
| Album Ba Lan (ZPAV)                            | 29              |
| Album Tây Ban Nha (PROMUSICAE)                 | 4               |
| Album Thụy Điển (Sverigetopplistan)            | 1               |
| Album Thụy Sĩ (Schweizer Hitparade)            | 4               |
| Album Anh Quốc (OCC)                           | 1               |
| Album Hoa Kỳ Billboard 200                     | 1               |
| Album Hoa Kỳ Top R&B/Hip-Hop (Billboard)       | 1               |

### Xếp hạng cuối năm
| Xếp hạng (1983)                 | Vị trí |
| ------------------------------- | ------ |
| Canada (RPM Top Albums)         | 1      |
| Đức (Official German Charts)    | 2      |
| Hà Lan (Album Top 100)          | 1      |
| Hoa Kỳ Billboard Top LPs & Tape | 1      |
| Hoa Kỳ Hot Black Albums         | 1      |
| New Zealand (RMNZ)              | 2      |
| Nhật Bản (Oricon)               | 6      |
| Album Anh Quốc (OCC)            | 1      |
| Úc (Kent Music Report)          | 1      |
| Úc (Ö3 Austria Top 40)          | 1      |

| Xếp hạng (1984)                 | Vị trí |
| ------------------------------- | ------ |
| Áo (Ö3 Austria Top 40)          | 3      |
| Canada (RPM Top Albums)         | 4      |
| Đức (Official German Charts)    | 5      |
| Hà Lan (Album Top 100)          | 4      |
| Hoa Kỳ Billboard Top LPs & Tape | 1      |
| Hoa Kỳ Hot Black Albums         | 2      |
| Nhật Bản (Oricon)               | 1      |
| New Zealand (RMNZ)              | 4      |
| Thụy Sĩ (Schweizer Hitparade)   | 1      |
| Album Anh Quốc (OCC)            | 6      |
| Úc (Kent Music Report)          | 2      |

| Xếp hạng (1988)                    | Vị trí |
| ---------------------------------- | ------ |
| Album Đức (Official German Charts) | 38     |

| Xếp hạng (2003)      | Vị trí |
| -------------------- | ------ |
| Album Anh Quốc (OCC) | 143    |

| Xếp hạng (2009)                         | Vị trí |
| --------------------------------------- | ------ |
| Đức (Official German Charts)            | 40     |
| Hoa Kỳ Billboard Comprehensive Albums   | 16     |
| Hoa Kỳ Billboard Top Internet Albums    | 16     |
| Hoa Kỳ Billboard Top Pop Catalog Albums | 16     |
| Úc (ARIA)                               | 32     |

| Xếp hạng (2010)                         | Vị trí |
| --------------------------------------- | ------ |
| Album tuyển tập Úc (ARIA)               | 47     |
| Hoa Kỳ Billboard 200                    | 137    |
| Hoa Kỳ Billboard Top Pop Catalog Albums | 7      |

| Xếp hạng (2016)      | Vị trí |
| -------------------- | ------ |
| Hoa Kỳ Billboard 200 | 178    |

| Xếp hạng (2018)      | Vị trí |
| -------------------- | ------ |
| Hoa Kỳ Billboard 200 | 190    |

| Xếp hạng (2019)      | Vị trí |
| -------------------- | ------ |
| Hoa Kỳ Billboard 200 | 129    |

| Xếp hạng (2020)                           | Vị trí |
| ----------------------------------------- | ------ |
| Hoa Kỳ Billboard 200                      | 111    |
| Hoa Kỳ Top R&B/Hip-Hop Albums (Billboard) | 97     |

| Xếp hạng (2021)                           | Vị trí |
| ----------------------------------------- | ------ |
| Album Bỉ (Ultratop Flanders)              | 182    |
| Album Hà Lan (Album Top 100)              | 87     |
| Hoa Kỳ Billboard 200                      | 73     |
| Hoa Kỳ Top R&B/Hip-Hop Albums (Billboard) | 52     |

| Xếp hạng (2022)                           | Vị trí |
| ----------------------------------------- | ------ |
| Album Bỉ (Ultratop Flanders)              | 79     |
| Album Bỉ (Ultratop Wallonia)              | 79     |
| Album Hà Lan (Album Top 100)              | 36     |
| Hoa Kỳ Billboard 200                      | 94     |
| Hoa Kỳ Top R&B/Hip-Hop Albums (Billboard) | 65     |

| Xếp hạng (2023)                           | Vị trí |
| ----------------------------------------- | ------ |
| Album Bỉ (Ultratop Flanders)              | 118    |
| Album Bỉ (Ultratop Wallonia)              | 135    |
| Album Hà Lan (Album Top 100)              | 60     |
| Hoa Kỳ Billboard 200                      | 59     |
| Hoa Kỳ Top R&B/Hip-Hop Albums (Billboard) | 36     |

### Xếp hạng cuối thập niên
| Xếp hạng (1980–1989)   | Vị trí |
| ---------------------- | ------ |
| Úc (Kent Music Report) | 3      |
| Nhật Bản (Oricon)      | 2      |
| Album Anh Quốc (OCC)   | 3      |

| Xếp hạng (2010–2019)       | Vị trí |
| -------------------------- | ------ |
| Album Vinyl Anh Quốc (OCC) | 74     |

### Xếp hạng mọi thời đại
| Xếp hạng (1963–2015) | Vị trí |
| -------------------- | ------ |
| Hoa Kỳ Billboard 200 | 3      |

## Chứng nhận và doanh số
| Quốc gia | Chứng nhận                    | Số đơn vị/doanh số chứng nhận |
| --- | ----------------------------- | ----------------------------- |
| Argentina (CAPIF) | Kim cương                     | 576.779                       |
| Úc (ARIA) | 17× Bạch kim                  | 1.190.000‡                    |
| Áo (IFPI Áo) | 8× Bạch kim                   | 400.000*                      |
| Bỉ doanh số tính tới năm 1996 | —                             | 300.000                       |
| Brazil doanh số tính tới năm 1991 | —                             | 1.500.000                     |
| Canada (Music Canada) | 3× Kim cương                  | 3.000.000‡                    |
| Chile | —                             | 40.000                        |
| Colombia | —                             | 300.000                       |
| Đan Mạch (IFPI Đan Mạch) | 6× Bạch kim                   | 480.000^                      |
| Đan Mạch (IFPI Đan Mạch) tái bản | 4× Bạch kim                   | 80.000‡                       |
| Phần Lan (Musiikkituottajat) | Bạch kim                      | 119.061                       |
| Pháp (SNEP) | Kim cương                     | 3.500.000                     |
| Đức (BVMI) | 3× Bạch kim                   | 1.500.000^                    |
| Hồng Kông (IFPI Hồng Kông) | Bạch kim                      | 50.000                        |
| Ấn Độ | —                             | 100.000                       |
| Israel | 2× Bạch kim                   | 80.000                        |
| Ý doanh số tính tới năm 1995 | —                             | 700.000                       |
| Ý (FIMI) doanh số tính từ năm 2009 | Bạch kim                      | 50.000**                      |
| Nhật Bản (RIAJ) | Vàng                          | 2.500.000                     |
| México (AMPROFON) | 2× Kim cương+2× Bạch kim+Vàng | 2.600.000‡                    |
| Hà Lan (NVPI) | 8× Bạch kim                   | 1.400.000                     |
| New Zealand (RMNZ) | 12× Bạch kim                  | 180.000^                      |
| Na Uy | —                             | 150.000                       |
| Nam Phi (RISA) | 3× Bạch kim                   | 120.000                       |
| Hàn Quốc | —                             | 50.000                        |
| Tây Ban Nha | —                             | 500.000                       |
| Thụy Điển (GLF) | 4× Bạch kim                   | 400.000^                      |
| Thụy Sĩ (IFPI) | 6× Bạch kim                   | 300.000^                      |
| Anh Quốc (BPI) | 15× Bạch kim                  | 4.500.000‡                    |
| Hoa Kỳ (RIAA) | 34× Bạch kim                  | 34.000.000‡                   |
| Nam Tư | —                             | 112.000                       |
| Zimbabwe | —                             | 8.000                         |
| Tổng hợp |                               |                               |
| Châu Âu doanh số (1982-1987) | —                             | 18.000.000                    |
| Châu Âu (IFPI) doanh số vào năm 2009 | Bạch kim                      | 1.000.000*                    |
| Toàn cầu | —                             | 70.000.000                    |
| * Chứng nhận dựa theo doanh số tiêu thụ. ^ Chứng nhận dựa theo doanh số nhập hàng. ‡ Chứng nhận dựa theo doanh số tiêu thụ và phát trực tuyến. |                               |                               |

## Chú giải
1. ↑  Tạm dịch: "Nhìn ra ngoài trời buổi sáng, trái tim thành phố bắt đầu đập; tôi vươn tay, chạm vào vai em, mơ về con phố"
2. ↑  Đại diện cho Sony và tài sản của Jackson cho biết Thriller đã bán ra 105 triệu bản toàn thế giới.[58] Mặc dù ước tính doanh số của Thriller được cho là lên tới 110 triệu bản,[59] song theo nhiều chuyên gia âm nhạc thì những con số doanh thu này không đáng tin cậy.[60][61]